# Changaj
Changaj (mongolsky Хангайн нуруу) je pohoří v západním Mongolsku nacházející se přibližně 400 kilometrů západně od Ulánbátaru. Masiv se zdvihá z Mongolské vysočiny a klesá na severovýchod přes údolí řeky Ider do rozsáhlého údolí Selengy. Ve směru východ a jihovýchod navazuje na poušť Gobi. V masivu Changaje pramení řeka Orchon.